# Poortugaal (metrostation)
Poortugaal is een van de twee stations van de Rotterdamse metro in de gemeente Albrandswaard. Het bovengrondse station ligt op een aarden verhoging ten noorden van de dorpskern van Poortugaal. Het metrostation wordt bediend door metrolijn D en werd geopend op 25 oktober 1974.
Het wat landelijk aandoende station heeft twee perrons die door middel van een tunnel onder de sporen te bereiken zijn. Het station heeft bovendien hetzelfde ontwerp als station Zalmplaat, zij het in spiegelbeeld uitgevoerd.

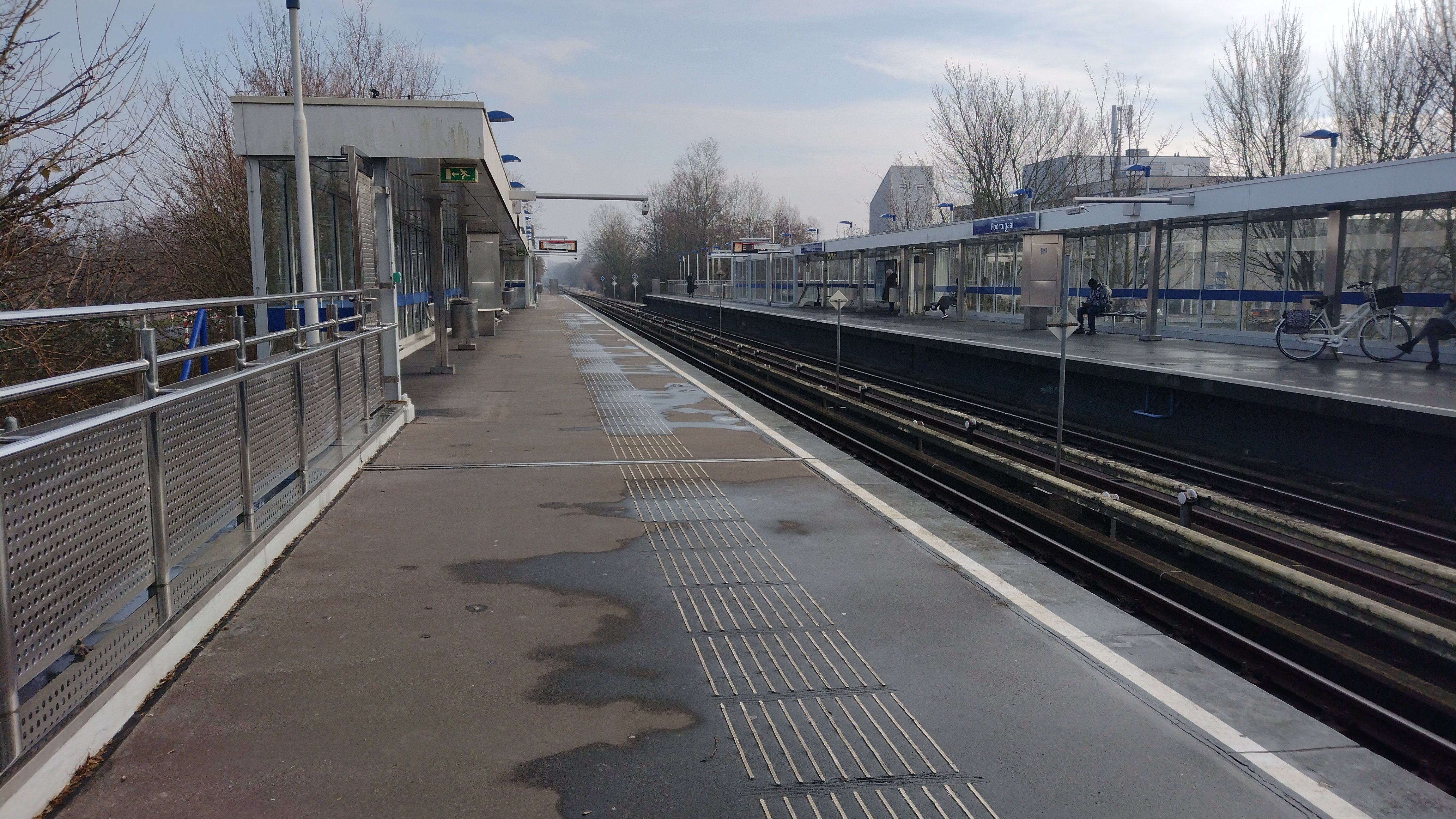
De perrons van het station
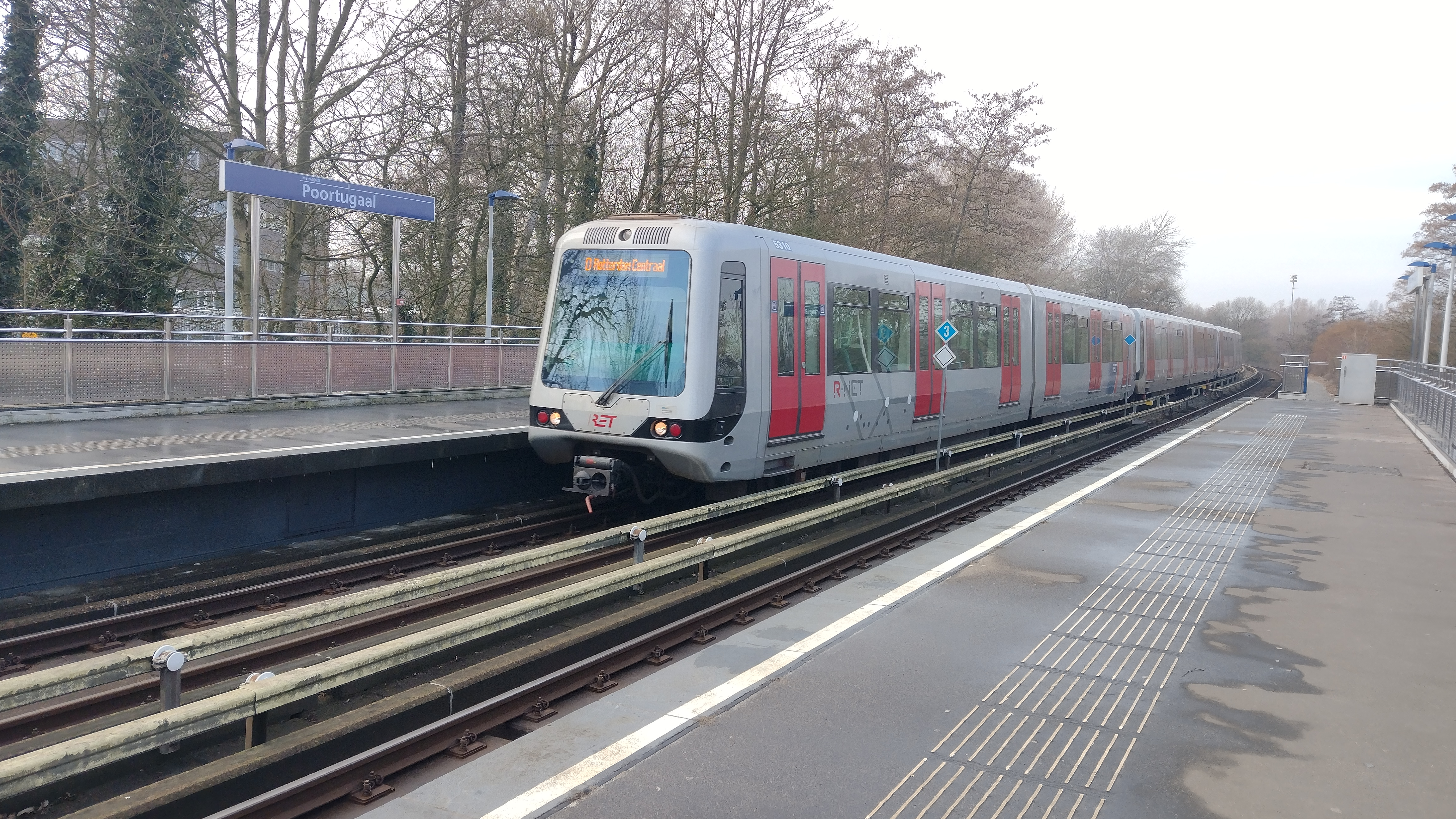
Metro rijdt het station binnen

Rotterdam Centraal  · Stadhuis · Beurs · Leuvehaven · Wilhelminaplein · Rijnhaven · Maashaven · Zuidplein · Slinge · Rhoon · Poortugaal · Tussenwater · Hoogvliet · Zalmplaat · Spijkenisse Centrum · Heemraadlaan · De Akkers